# Кырыкбаев, Темир Базарбаевич
Темир Базарбаевич Кырыкбаев (каз. Темір Базарбайұлы Қырықбаев, род. 3 мая 1983) — казахстанский государственный деятель, член Комитета по экономической реформе и региональному развитию Мажилиса Парламента Республики Казахстан VIII созыва.

## Биография

### Образование
Получил образование в Казахском гуманитарном юридическом университете в городе Астана, в 2004 году, защитив диплом, получил квалификацию юриста. Позже, в 2011 году, окончив обучение в университете «Сырдарья», получил квалификацию финансиста.

### Трудовая деятельность
Свою трудовую деятельность начал в должности заместителя директора в строительной компании ТОО «Абучина». В компании отвечал за правовое направление и финансовые вопросы.
С 2008 по 2021 годы работал в должности генерального директора строительной компании «Таймас сompаny». В 2023 году являлся генеральным директором ТОО «Жас-Нұр-7».

## Выборные должности
В 2021 году избран депутатом Туркестанского областного маслихата.
С 28 марта 2023 года является депутатом Мажилиса Парламента Республики Казахстан VIII созыва. Выдвинут партией «Аманат» по избирательному округу № 27, в Туркестанской области. В Парламенте работает в должности члена Комитета по экономической реформе и региональному развитию.

## Семья
Женат, воспитывает пятерых детей.